# Jametz
Jametz és un municipi francès situat al departament del Mosa i a la regió del Gran Est. L'any 2007 tenia 254 habitants.

## Demografia

### Població
El 2007 la població de fet de Jametz era de 254 persones. Hi havia 104 famílies, de les quals 32 eren unipersonals (28 homes vivint sols i 4 dones vivint soles), 24 parelles sense fills, 36 parelles amb fills i 12 famílies monoparentals amb fills.
La població ha evolucionat segons el següent gràfic:
Habitants censats

### Habitatges
El 2007 hi havia 123 habitatges, 99 eren l'habitatge principal de la família, 11 eren segones residències i 13 estaven desocupats. 117 eren cases i 4 eren apartaments. Dels 99 habitatges principals, 87 estaven ocupats pels seus propietaris, 9 estaven llogats i ocupats pels llogaters i 3 estaven cedits a títol gratuït; 16 tenien tres cambres, 20 en tenien quatre i 64 en tenien cinc o més. 83 habitatges disposaven pel capbaix d'una plaça de pàrquing. A 39 habitatges hi havia un automòbil i a 46 n'hi havia dos o més.

### Piràmide de població
La piràmide de població per edats i sexe el 2009 era:
| Homes | Edats   | Dones |
| ----- | ------- | ----- |
| 0     | 95 o +  | 0     |
| 0     | 90 a 94 | 4     |
| 4     | 85 a 89 | 8     |
| 0     | 80 a 84 | 0     |
| 0     | 75 a 79 | 4     |
| 8     | 70 a 74 | 8     |
| 8     | 65 a 69 | 4     |
| 4     | 60 a 64 | 0     |
| 12    | 55 a 59 | 0     |
| 4     | 50 a 54 | 12    |
| 8     | 45 a 49 | 8     |
| 20    | 40 a 44 | 20    |
| 4     | 35 a 39 | 4     |
| 8     | 30 a 34 | 8     |
| 12    | 25 a 29 | 8     |
| 16    | 20 a 24 | 4     |
| 24    | 15 a 19 | 8     |
| 4     | 10 a 14 | 8     |
| 8     | 5 a 9   | 4     |
| 4     | 0 a 4   | 0     |

## Economia
El 2007 la població en edat de treballar era de 157 persones, 111 eren actives i 46 eren inactives. De les 111 persones actives 97 estaven ocupades (62 homes i 35 dones) i 14 estaven aturades (4 homes i 10 dones). De les 46 persones inactives 12 estaven jubilades, 14 estaven estudiant i 20 estaven classificades com a «altres inactius».

### Ingressos
El 2009 a Jametz hi havia 100 unitats fiscals que integraven 248 persones, la mediana anual d'ingressos fiscals per persona era de 15.585 €.

### Activitats econòmiques
Dels 3 establiments que hi havia el 2007, 1 era d'una empresa de construcció, 1 d'una empresa d'hostatgeria i restauració i 1 d'una empresa immobiliària.
L'únic servei als particulars que hi havia el 2009 era un paleta.
L'any 2000 a Jametz hi havia 9 explotacions agrícoles que ocupaven un total de 1.035 hectàrees.

## Poblacions més properes
El següent diagrama mostra les poblacions més properes.